# Redoute du Jard
La redoute du Jard ou redoute n°12 est une ancienne redoute faisant partie de l'enceinte de Condé-sur-l'Escaut et située dans cette même ville. Elle tient son nom du canal qu'elle protège.

## Histoire
La redoute est construite à la fin du XVIIe siècle lors des travaux de modernisation de l'enceinte de Condé-sur-l'Escaut par Sébastien Le Prestre de Vauban. Elle est construite à l'ouest de la ville pour renforcer le front 10-13 d'où le canal du Jard quitte la ville et ne se compose d'origine que d'une simple redoute rectangulaire revêtue. Elle est renforcée d'un dehors non revêtu construit progressivement au cours de la première moitié du XVIIIe siècle,. L'ouvrage est aujourd'hui désaffecté.